# Torneio Internacional Cidade do Porto de 2015
O Clube Infante de Sagres, a mais antiga equipa de hóquei em patins do Porto e uma das pioneiras da modalidade em Portugal, organizou o Torneio Internacional "Cidade do Porto", no seu pavilhão. Para esta competição quadrangular, contou com a presença da Juv. Viana, Genéve, CI Sagres e FC Porto.Nos dias 26 e 27 de setembro de 2015. 
A Câmara do Porto presta apoio na divulgação do torneiro.

## Meias Finais
| Setembro 26, 2015 | Juventude de Viana                                                                         | 9-1 | Genéve RHC | Pavilhão Infante Sagres |
| 16:30             | Gonçalo Suissas (3) Gustavo Lima (2) Tó Silva Nelson Pereira Diogo Fernandes André Azevedo |     |            |                         |

| Setembro 26, 2015 | CI Sagres        | 3-6 | FC Porto                                | Pavilhão Infante Sagres |
| 18:45             | António Cruz (3) |     | Jorge Silva (3) Reinaldo Garcia(2) Rafa |                         |

## 3º e 4º Lugar
| Setembro 27, 2015 | CI Sagres | 5-3 | Genéve RHC | Pavilhão Infante Sagres |
| 12:00             |           |     |            |                         |

## Final
| Setembro 27, 2015 | Juventude de Viana            | 2-5 | FC Porto                                                 | Pavilhão Infante Sagres |
| 15:00             | Francisco Silva André Azevedo |     | Jorge Silva Hélder Nunes Rafa Reinaldo Garcia Vítor Hugo |                         |

### Internacional
- «Ligações ao Hóquei em todo o Mundo» Arquivado em 16 de março de  2010, no Wayback Machine.